# Oscar Engelstad
Oscar Aleksander Engelstad (Oslo, 1882. november 2. – Oslo, 1972. július 17.) olimpiai bronzérmes norvég tornász.
Az 1912. évi nyári olimpiai játékokon tornában svéd rendszerű összetett csapatversenyben bronzérmes lett.
Klubcsapata az Oslo Turnforening volt.